# Enebåga
Enebåga är en herrgård i Lilla Malma socken, Flens kommun.

## Historik
Enebåga omtalas i dokument första gången 1365 ("Enbugha"), 1365–1366 hade Ravn Barnekow lantbor från vilka han uppbar 16 1/2 tön korn, 2 1/2 mark penningar och 4 pund smör i skeppsvist. 1447 var Nils i Eneboga faste vid häradstinget och 1501 var Peder i Enebåga vittne vid en jordtransaktion. Under 1500-talet upptas Enebåga i skattelängderna som ett mantal krono (4 öresland utom 1560 då den uppförs som 6 öresland), 1560–1564 med en kronoutjord, till gården hörde även en skattlagd kvarn. 1632 förlänades Enebåga med tre kronotorp till kapten Jöns Eriksson, som 1650 adlades Silfwerbrand. I samband med adlandet bebyggdes Eneboga till säteri, och upptogs som Norrköpings besluts gods, samtidigt lades Snösvad om ett 1 mantal och Brössland om 1/4 mantal till hans förläning. Snösvad hade då redan fått sätesfrihet varför godset egentligen kom att bestå av två säterier, men Snösvads sätesfrihet drogs in 1679. Jöns Silfwerbrand bortbytte 1661 sin förläning till Paul Wudd (död 1691). Han utlöstes dock 1680 genom pantsummans återbetalning av Jacob Fleming som tidigare köpt Yxtaholm, och Enebåga lades nu under Yxtaholm som ladugård. Enebågas sätesfrihet kom att hamna under granskning, då boningshusen ansågs så förfallna, att de närmast inte var bättre än en vanlig bondgård. Ekonomihusen var dock bättre varför Eneboga fick behålla sin sätesfrihet. Gården fortsatte dock att brukas som ladugård under Yxtaholm. Trots det kom gårdarna att få olika ägare i arvsskiftet efter Jacob Fleming, medan Yxtaholm ärvdes av Sigrid Ebba Fleming, ärvdes Enebåga av hennes syster Magdalena Fleming (död 1744). Enebåga kom senare att tillhöra släkterna Posse, Wattrang, Wachtmeister, von Hamm, Larsson, Pfeiff, von Post och Kugelberg.
Nuvarande corps de logi uppfördes på 1860-talet, verandor tillbyggdes 1890. Två större flyglar uppfördes 1860 varav den ena var inspektorsbostad och den andra arbetarbostad och samlingslokal för arbetarna. Två mindre yttre flyglar användes som garage och materialbod. Ett större ekonomibyggnadskomplex med ladugård av sten uppfördes på 1800-talet. Till säteriet har hört en tjärugnsanläggning och ett sågverk.